# Aleksandr Semiónov
Alexandr Mikhàilovitx Semionov (rus: Алекса́ндр Миха́йлович Семе́нов); (18 de febrer de 1922 – 23 de juny de 1984) va ser un pintor soviètic que va viure i treballar a Leningrad, membre de la branca de Leningrad del sindicat d'Artistes de la Federació Russa, i és considerat com un dels millors representants de l'escola de pintura de Leningrad, sent principalment conegut pels seus paisatges urbans.

## Biografia
Alexandr Semionov va néixer a la ciutat de Torjok, a oblast de Tver, a Rússia. A mitjans de la dècada de 1930 es traslladà amb la seva família cap a Leningrad.
Des de ben jove demostrà habilitats per al dibuix, ingressant a l'Acadèmia d'Art de Tavritxeskaia, on estudià amb Alexandr Gromov, Semió Bootler, Víctor Orexnikov, Vladimir Levitski i Mariam Aslamazian.
El 1940 es graduà a l'Acadèmia Tavritxeskaia. Entre 1940 i 1941 treballà com a copista a "LenIzo", el Centre Artístic de Leningrad. Al Museu Estatal Rus pintà còpies dels treballs d'Ivan Xixkin, Ilia Repin, Isaak Levitan, aprenent l'art d'aquests mestres.
El 1941 es presentà voluntari per anar al front. Després de la Gran Guerra Patriòtica, tornà a treballar a "LenIzo" com a pintor, millorant les seves capacitats professionals. Pintà la vida als suburbis de Leningrad, com Rojdestvenno, Wira, Daimistxe, on entre finals de la dècada de 1940 i inicis de 1950 s'instal·laren artistes com Piotr Butxkin, Nikolai Timkov, Iuri Podlaski, George Tatarnikov, i d'altres.
A les dècades de 1950 i 1960, a la recerca de materials i models nous per al seu treball, Semionov visità la província d'Altai i els Urals, treballant a Llar de creació Artística de Làdoga i a la seva ciutat natal de Torjok.
Des de 1954, Semionov participà en les principals exhibicions dels artistes de Leningrad. Pintà paisatges urbans i campestres, retrats, pintures de gènere i temàtiques, així com escenes de la vida. El seu gènere principal va ser el paisatge urbà de Leningrad, els seus carrers, ponts i ports.
A mitjans de 1960 hi ha un estil característic de pintura, els seus estils favorits, temes i desenvolupament cap al seu desenvolupament. Als seus paisatges aspira a transferir la sensació dels carrers, el seu moviment. La gran atenció que dona a la llum i a les ombres contrasta amb els efectes plans de l'aire, a transferir els volums dels espais urbans. Li agrada pintar Leningrad sota la pluja, transferint magistralment la gamma de colors de l'asfalt. La pintura de Semionov es distingeix per l'aire pla, colors saturats i una transferència acurada de les relacions tonals.
Entre 1970 i 1980, Semionov era vist com un dels principals pintors del paisatge urbà rus. Amb un munt d'obres sobre la natura, Semionov creà una imatge veritable d'un Leningrad modern. Algunes de les seves pintures es perceben com una evidència literal de l'era recent: banderes i estendards pintats en colors brillants (L'Avinguda Nevski en un dia festiu , 1970), els carrers familiars (El carrer Malaia Sadovaia, 1979)
Alexandr Semionov va morir a Leningrad el 23 de juny de 1984.